# 大圍

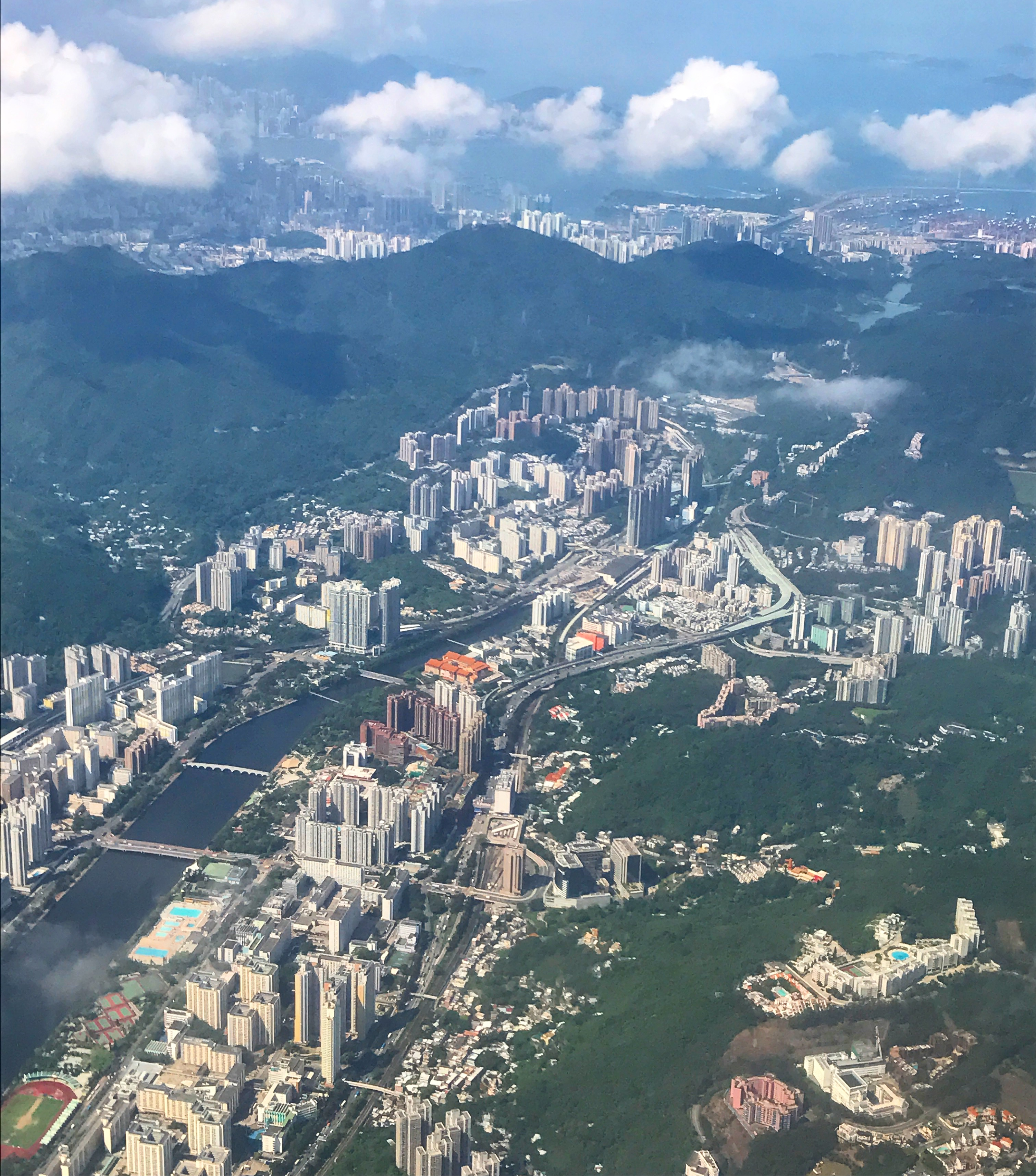
從空中鳥瞰大圍（2017年）

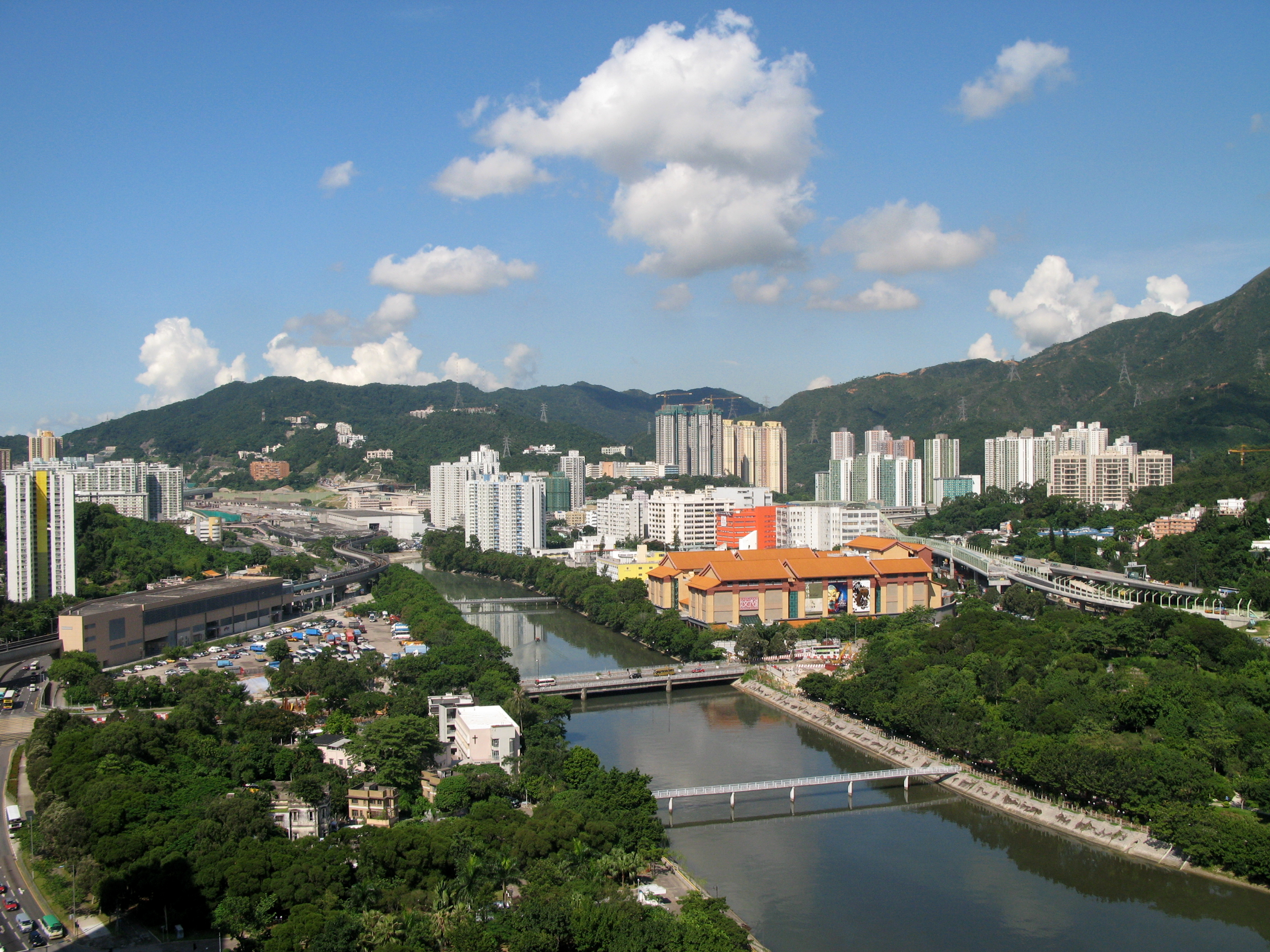
大圍日景（2007年）

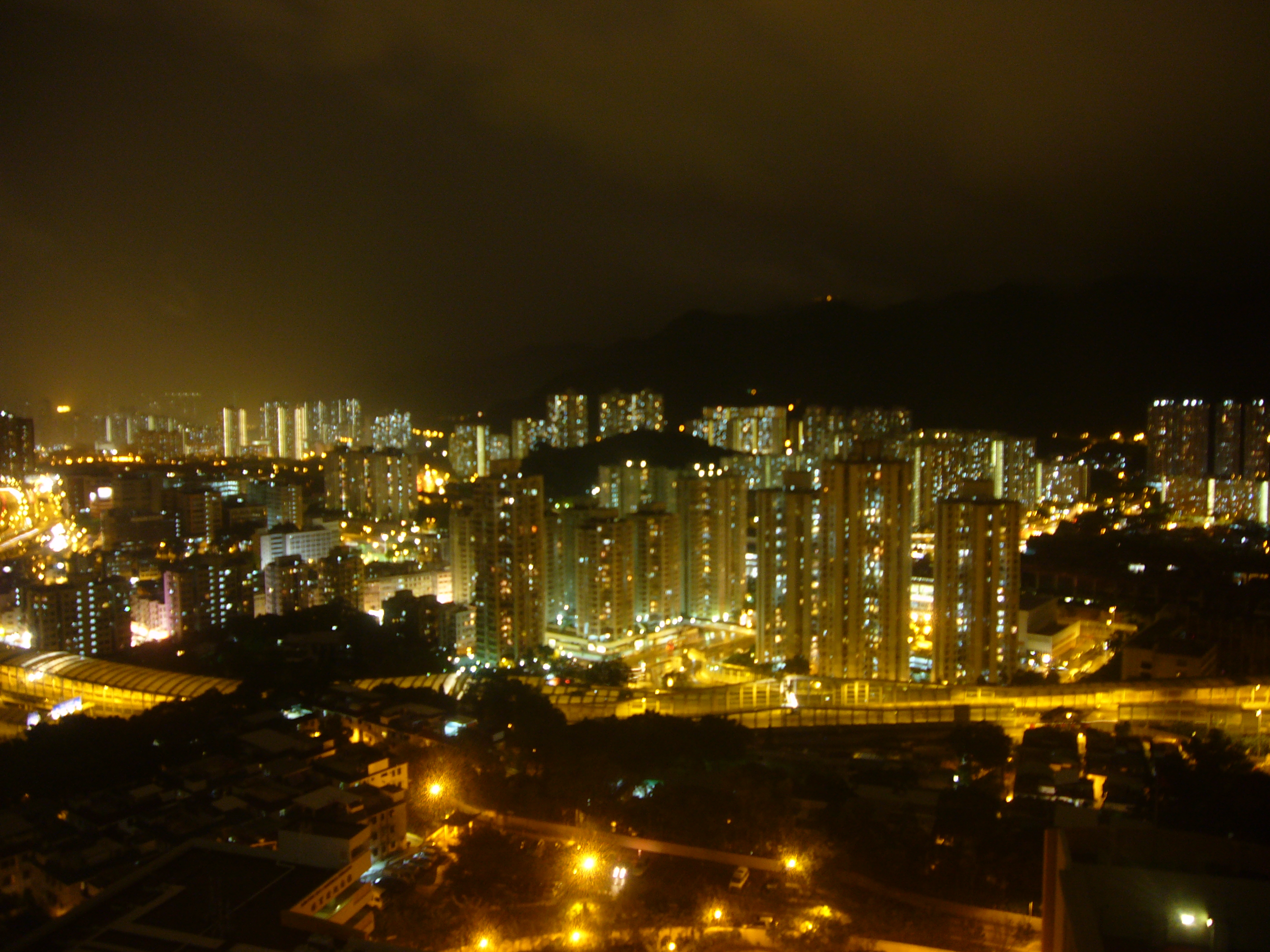
大圍夜景（2009年）

大圍（英語：Tai Wai）是一個位於香港新界沙田區的社區。從前大圍只限於對大圍村（英語：Tai Wai Village）及附近數條街的稱呼；現在已包括更廣的地區，獅子山隧道公路以西的獅子山和針山之間的整個沙田谷都統稱為大圍。現時大圍主要為住宅區，發展相當完善，區內有多個屋苑商場，為住戶提供日常生活所需。此外區內有火化场和宝福山紀念館，使居民更加方便思念先人。
大圍村位於大圍站附近城門河邊，在積福街及積富街交界處，是沙田區最悠久及最大的圍村，始建於明朝萬曆二年（1574年）。大圍村有一道拱門，圍牆是用灰磚砌成，堅固耐用。此拱門亦有四百餘年的歷史，拱門上寫著「積存圍」（英語：Chik Chuen Wai）三字，兩旁有副對聯，寫著「積善必降祥，心願萬家同積善」及「存仁必獲報，遠其百姓共存亡」，圍底的侯王宮更是沙田區香火鼎盛的廟宇之一。
1980年代初開始的新市鎮規劃（美林邨於1981年落成）將大圍的發展集中於谷地兩邊。車站北面的市中心摻雜着2至3層高的村屋、5至6層高的唐樓、以及近20年來興建的十多二十層高的住宅；再外圍就是多個大型公共屋邨，包括北面的美林邨、美田邨和南面的新翠邨、隆亨邨、新田圍邨及顯徑邨，公共屋邨之間建了另一些私人屋苑，鐵路上蓋最近又豎立了十數棟達四五十層高的屏風樓——名城和柏傲莊。2023年, 大圍圍方落成, 為沙田區第二大商場, 佔地650,000平方英尺, 同為大圍區首個大型商場。

## 地理位置
- 香港新界沙田城門河之上游
- 近城門隧道公路、八號幹線沙田嶺隧道入口
- 近沙田銅鑼灣、道風山、紅梅谷、香粉寮

## 歷史與傳統

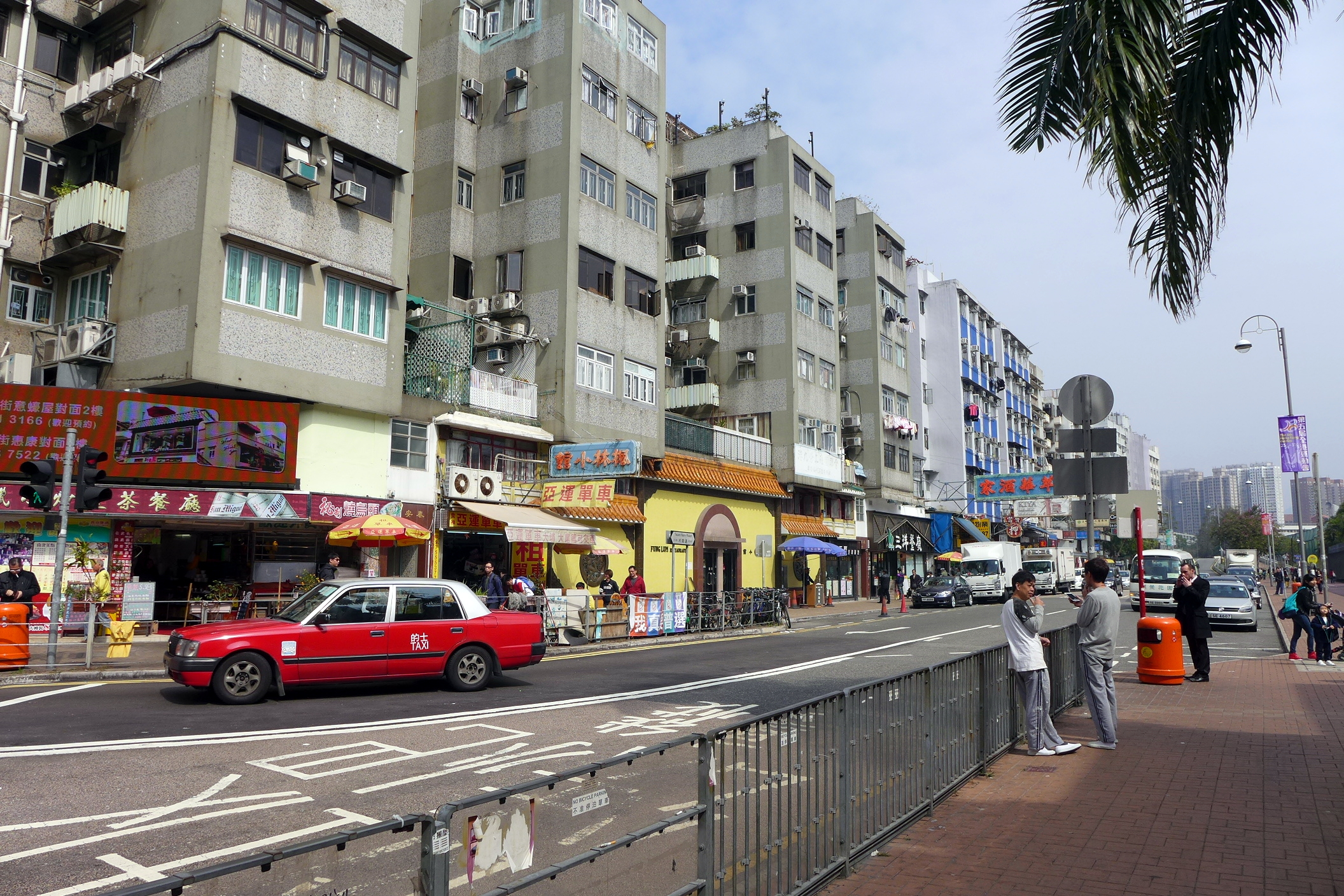
大圍站附近的舊式樓宇

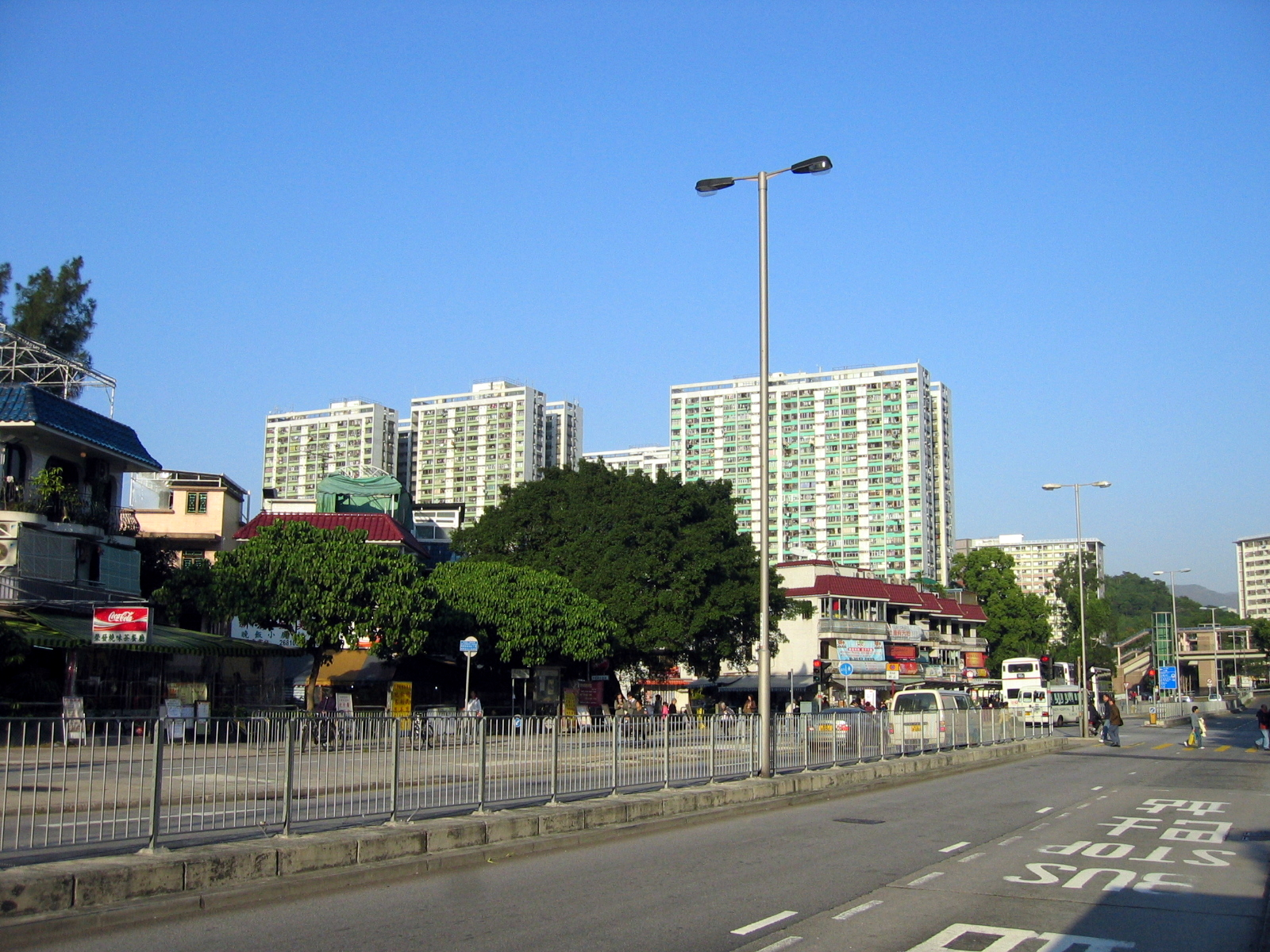
田心村及新翠邨

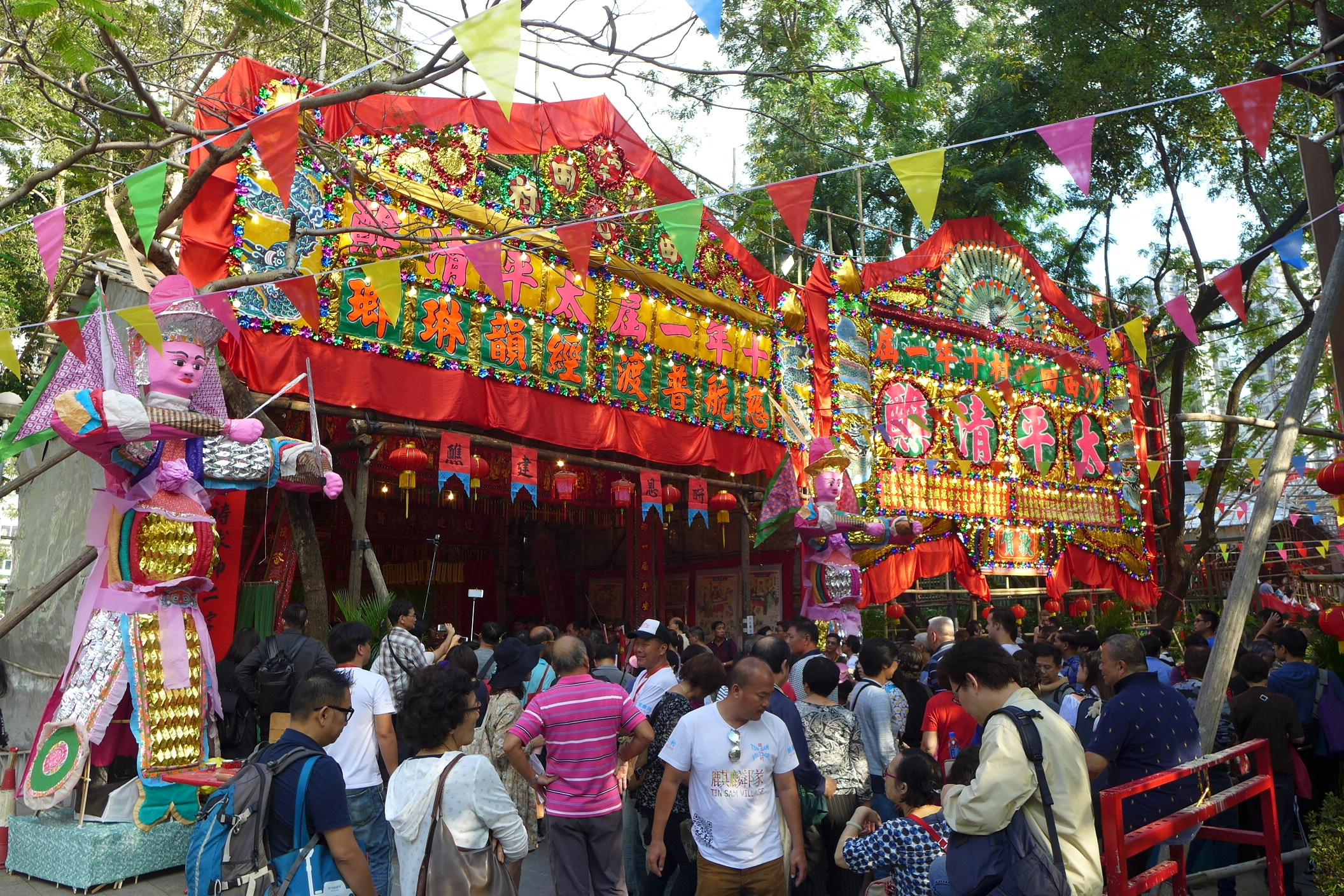
田心圍太平清醮逢「六」舉行，最近一次太平清醮於2016年11月舉行

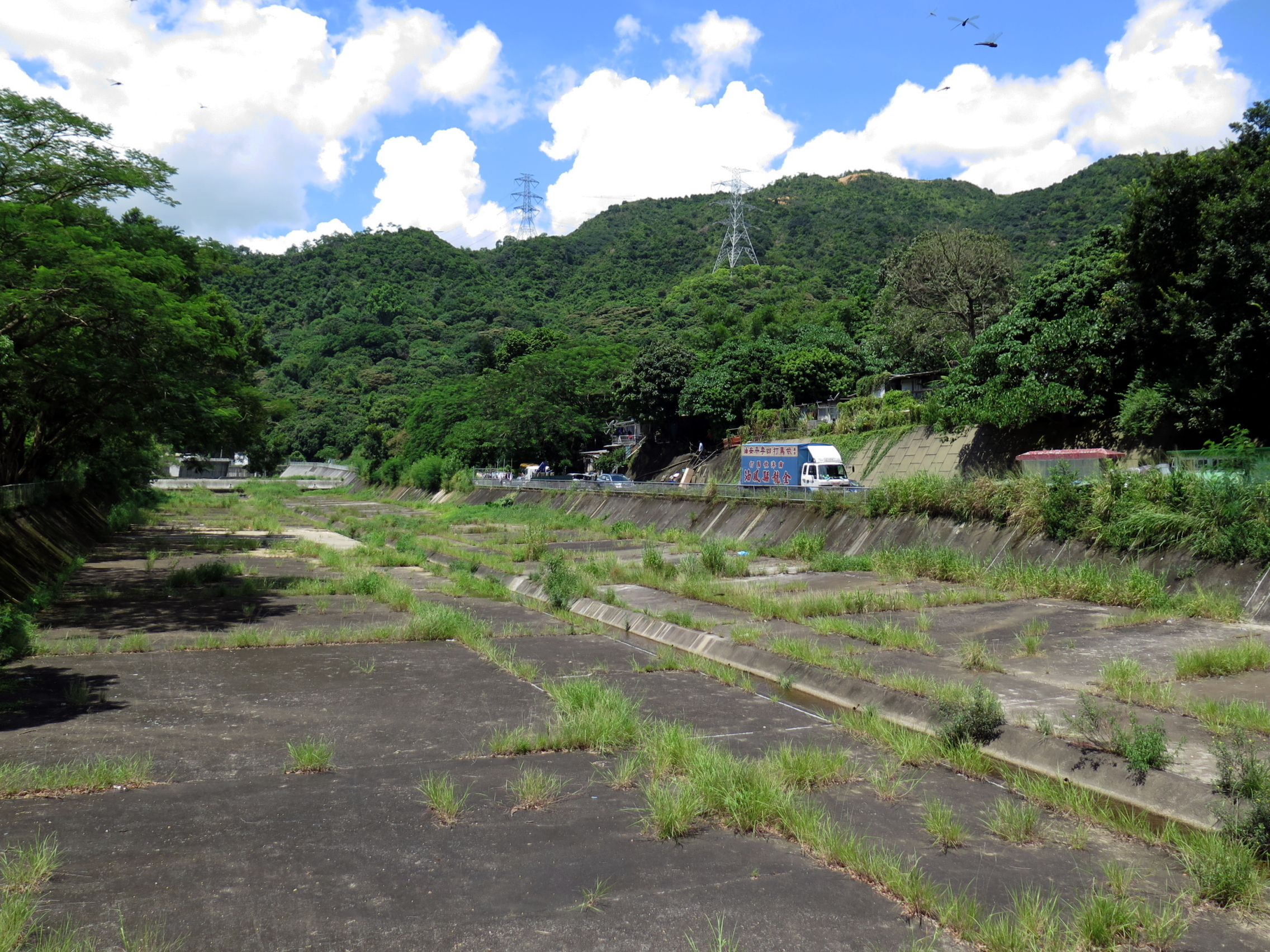
香粉寮

明朝初年，兵荒馬亂，許多人為避戰亂，紛紛攜帶家眷從東莞縣（包括其後設立的新安縣）逃難來港，散居於大圍附近山麓下，結廬務農為業。此後二十九個散居在大圍附近的村民，鑒於治安不靖，為確保安全，乃決定團結一致，結成聯盟，並計劃建圍聚居。如果發現賊蹤，彼此可以互相照應。他們於是在明朝萬曆初年奠基立圍。大圍村建成時，四面池塘，塘中種蓮養魚，又可防盜。圍村的四角，建有圍斗，有小窗可窺外面一切動靜。更有一大一小兩尊大砲作為防禦盜賊之用，至1970年交送港英政府。今日大圍村房屋，絕大多數都是新建房屋，碩果僅存的古老大屋，現在只有數間而已。
大圍村是一條雜姓村，膾炙人口的《瀝源九約竹枝詞》有「大圍風景實如何，村裡人居雜姓多」之語，住著十六姓：韋、陳、吳、楊、黃、李、許、鄭、唐、袁、游、林、駱、譚、莫及蔡，以韋姓最多，成為村中大族，亦只有韋氏族人在圍村內設有祠堂。村裡現有三百餘戶，人口接近一千人。而莫氏原先與駱氏族人同居於西貢北港村，之後輾轉遷至瀝源（今日之沙田）大圍村。
大圍村、上徑口村及田心村韋姓村民據傳為漢朝淮陰侯韓信的後人，韓信被呂后設計殺害，蕭何命蒯徹匿藏韓信之子於南粵，隱姓埋名，取韓字之半，改姓韋，是為今日中山翠薇村、沙田三村和西貢沙角尾村韋氏家族的源頭。大圍韋氏宗祠門頂橫匾題為「京兆堂」，兩旁對聯「淮陰世澤」和「京兆家聲」，顯然與韓信大有關連，據說韋氏宗祠內供奉的神主牌背後皆書「韓」字，以示飲水思源，不忘祖先之意。其始祖建元祖先由中山翠薇村遷移至深圳居住，14歲時到元朗當牧童，一日返回深圳老家發覺父母及全部村民為鄰村袁姓村民所屠殺，建元祖逃亡回元朗，娶妻後偕家眷遷居沙田建基立業。
而顯田村則於1920年代香港政府興建石梨貝水塘的時候，由原址淺灣（今日的荃灣）以東石梨貝一帶山頭調遷至今日顯徑邨及上、下徑口村旁邊之現址。

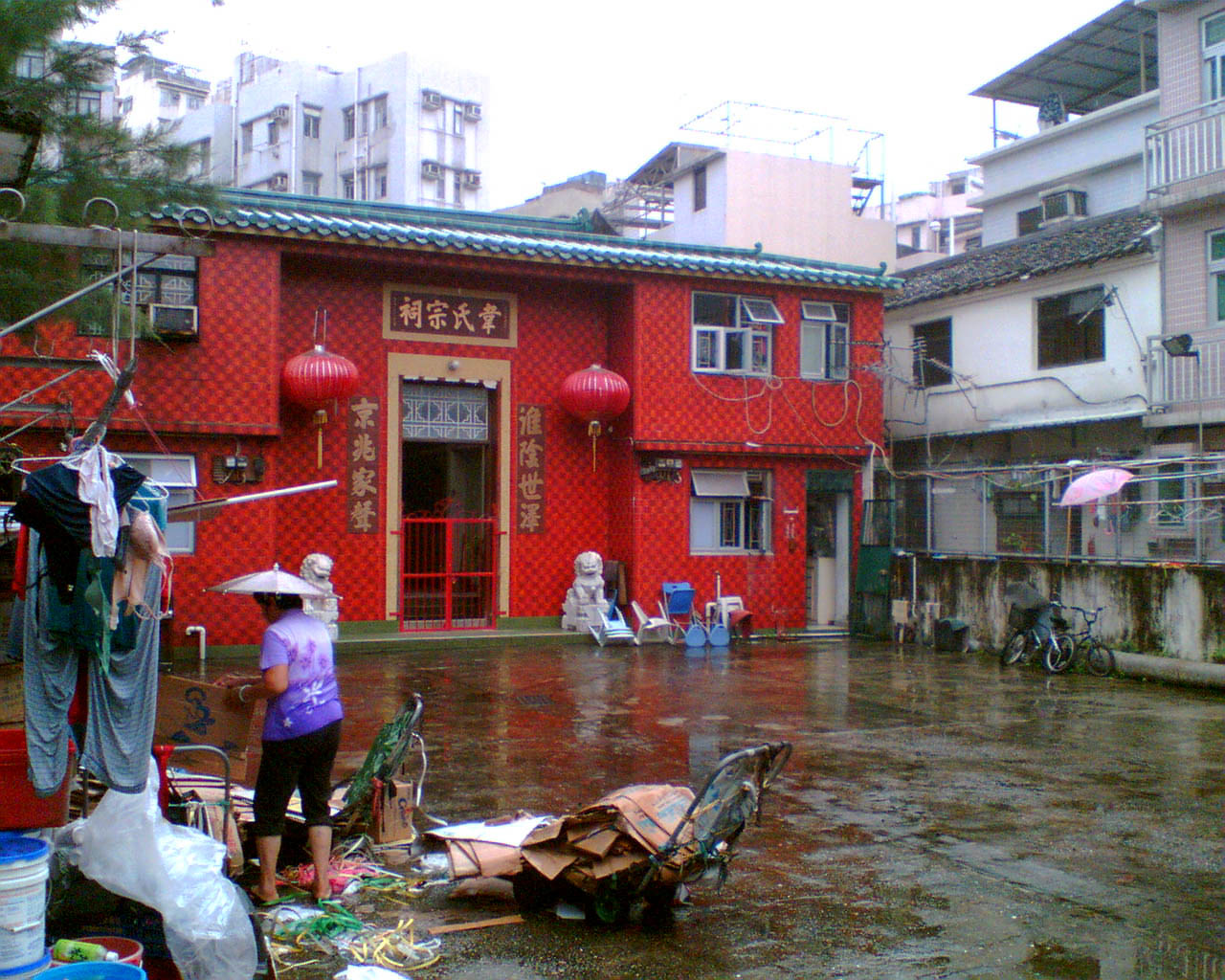
大圍村韋氏宗祠
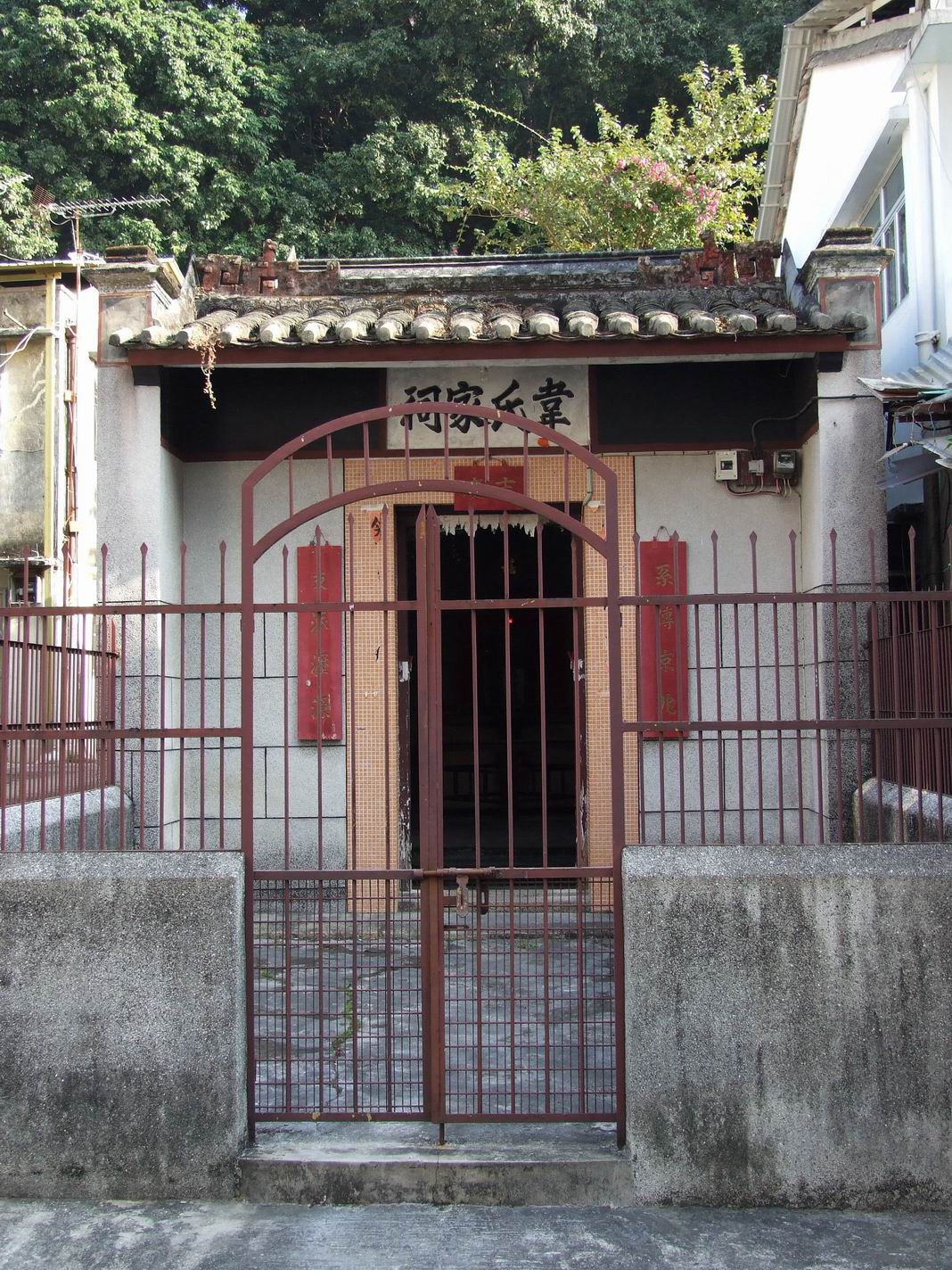
上徑口村韋氏宗祠
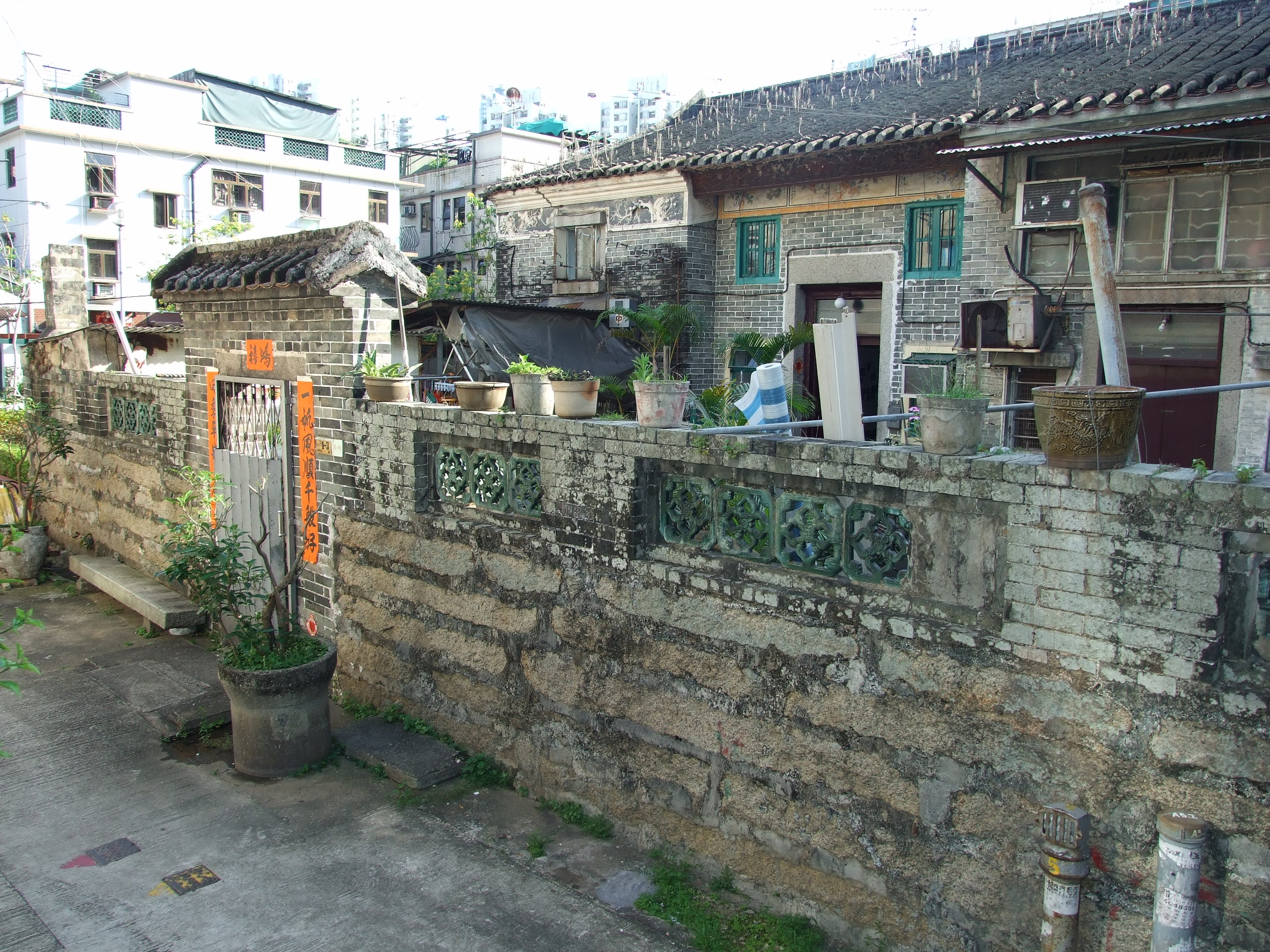
建於1915年，現已列為香港三級歷史建築的村屋
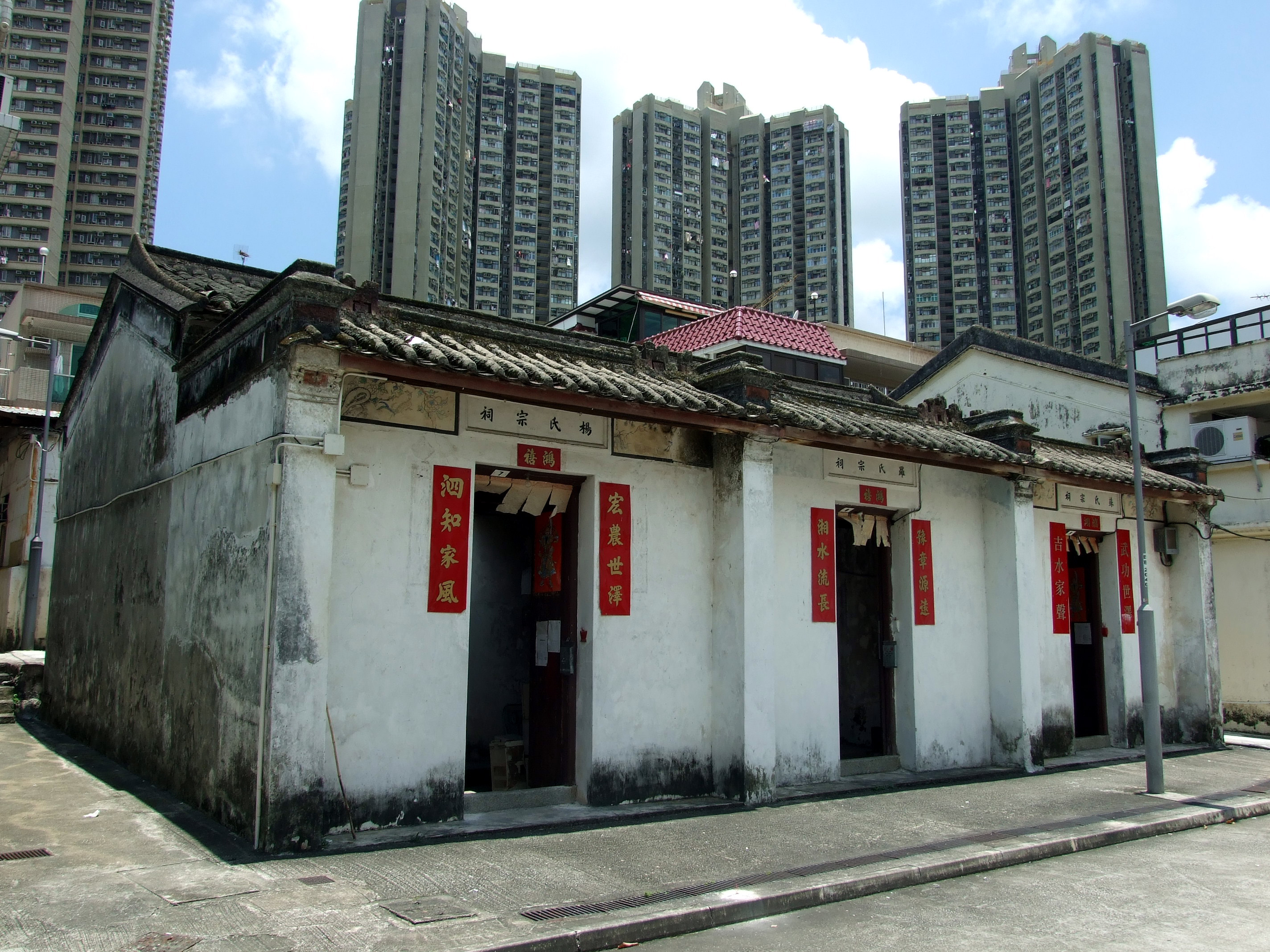
沙田顯田楊氏宗祠, 羅氏宗祠, 蘇氏宗祠

### 大圍打醮
打醮全名太平清醮，是一個在新界各村落都相當普遍的傳統習俗。各村的打醮均大同小異，而大圍打醮與長洲的太平清醮不同之處在於大圍打醮是個十年舉辦一次的大型祭祀活動，旨在酬謝神恩、超度鬼魂，並祈求闔村安居樂業、健康幸福、地方昌盛、百業興旺。
上一屆打醮於2017年11月舉行，為期6日。

### 大圍侯王宮及侯王誕
大圍村侯王宮除供奉侯王爺外，還供奉車大元帥、德福土地、廿九名開村的始祖和三名對圍村有貢獻的英雄神位。相傳侯王爺是宋朝國舅爺楊亮節，南宋末年文天祥及陸秀夫立益王昰，崩於碙州，秀夫復立廣王昺於崖山，楊亮節率眾南下迎帝，遭元兵追殺，秀夫負帝蹈海死，楊亮節操勞過度，病歿官富場，但侯王爺真正的身份仍有存疑。侯王宮早期儼然大圍村的雜性祠堂和村公所，舉凡村中大小爭執都交侯王宮處理，直到1976年大圍村村公所落成才接手處理村務。
侯王誕為農曆六月十六日，每年都有慶祝，但只限圍村居民的活動，既是酬神祈福，亦有聯絡村民感情的意義，誕期前後數周，圍村附近都會旗海飄揚。賀誕儀式簡單，早上十時半，幾十位村民齊集圍內侯王宮，進香祈福，派發利是，然後是醒獅採青表演。接著便到圍內外的社壇參拜上香，然後分享燒豬，晚上則到酒家歡宴。圍內侯王宮「宋史簡介」碑上的介紹，將大圍、東涌及九龍城的侯王廟故事，連結起來。值得一提的是，香港各地的侯王廟誕期都各有不同。

## 區內問題

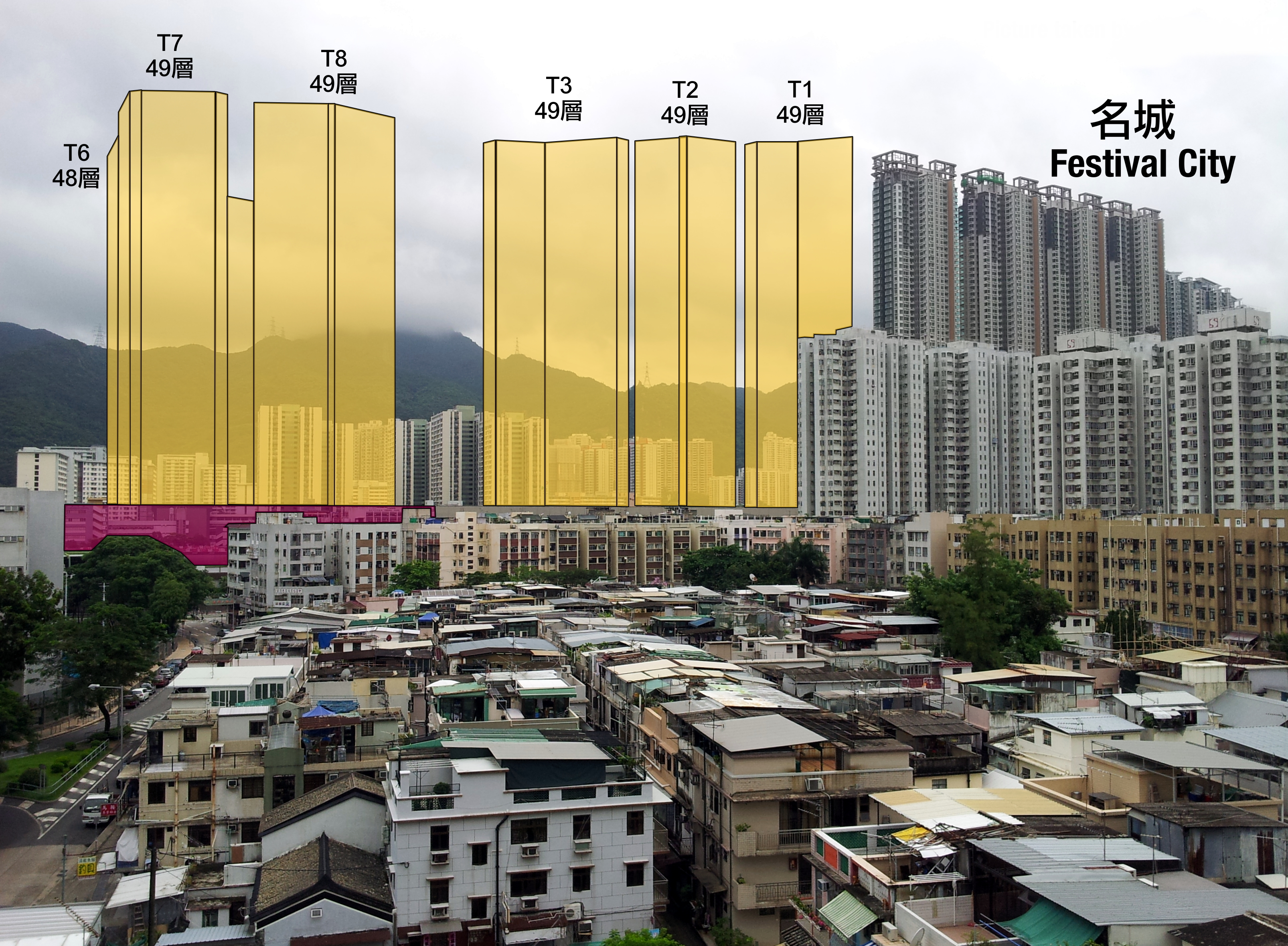
模擬圖預見大圍站上蓋落成後與「名城」發展協調一致，造成屏風樓效應

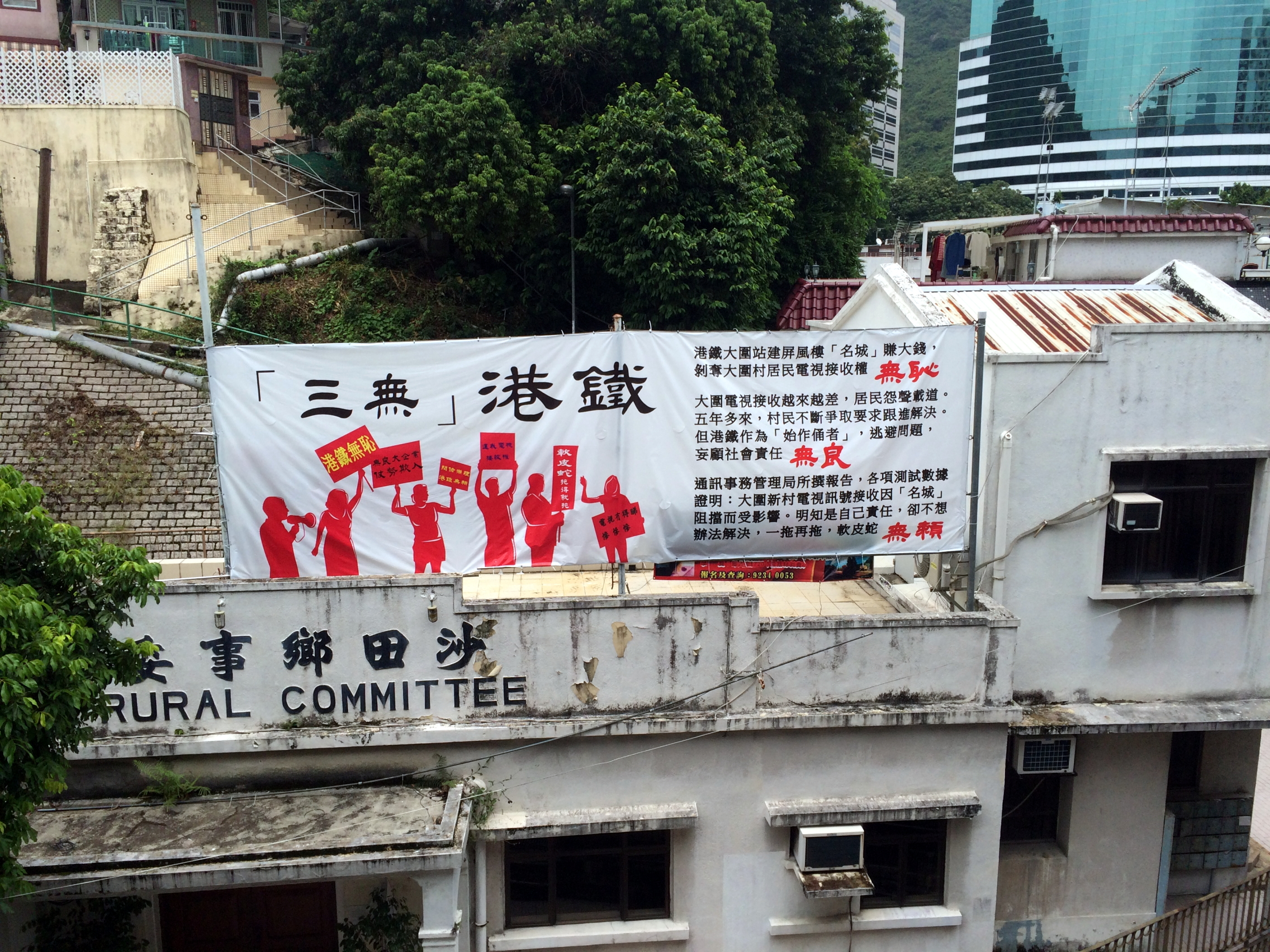
大圍村居民指出名城落成後阻擋天線訊號，令大圍村的電視矇查查，情況長達5年，嚴重影響日常生活，唯港鐵沒有理會

### 社區設施缺乏
在發展過程中，大圍規劃長期受到非議。大圍近年人口急增，大型屋苑如名城、美田邨等相繼落成，唯社區設施不足，多年來只有一個欠缺空調的大型街市、兩個體育館。圖書館及公園一直欠奉。區議員過去十多年來一直爭取區內的大圍站上蓋發展項目設置相關設施，以滿足區內居民需要。
根據2014年《沙田土地發展研究計劃》意見調查題示，不足4成區內居民滿意土地規劃。居民希望大圍區內增設街市，圖書館、康樂文娛場所及公園。不過政府及城規會多年來一直以「供應大致充足」及「已在分區計劃大綱圖上預留土地」為理由，完全否決地區人士的訴求。

### 屏風樓問題

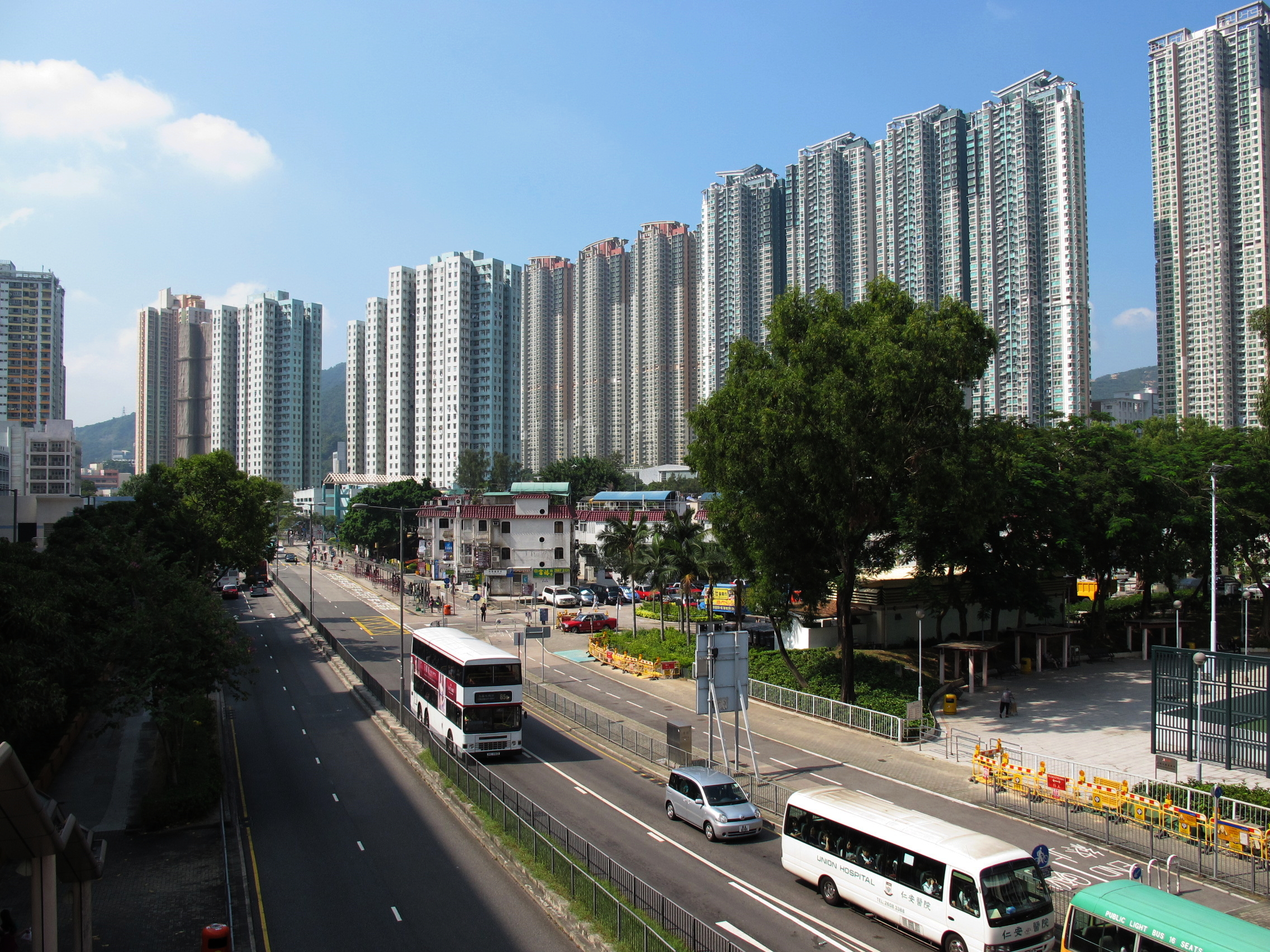
從田心街看田心村及其背後的港鐵大圍車廠上蓋的大型地產發展項目名城建築群

大圍昔日建有大圍單車公園和青龍水上樂園（後來改名為大圍歡樂城），為該區的特色景點，但兩項設施於2000年正式關閉後，前九鐵聯同發展商長實於原址建12幢50層高的摩天住宅名城，不但同附近環境格格不入，違反沙田當初採用中密度發展的設計原意，附近居民指出難以接收電視訊號達5年，無法收看電視，嚴重影響日常生活。及後，由港鐵與新世界發展發展的柏傲莊，更與名城形成兩公里長的屏風圍牆。

### 交通問題
大圍近年人口急增，大型屋邨美田邨落成後，交通不勝負荷。時任沙田區議會交通及運輸委員會主席姚嘉俊指出，每逢上下班繁忙時間，小巴線於大圍站站口「打晒蛇餅」，「話就話搭幾分鐘，但閒閒地要等15至20分鐘。」。預計兩個新居屋落成後，交通問題將會惡化。

### 人口過多
近年美田邨及私人屋苑名城入伙後，對區內交通及社區設施造成嚴重負荷。政府在美田邨附近興建居屋，預料問題將會惡化。

## 未來發展

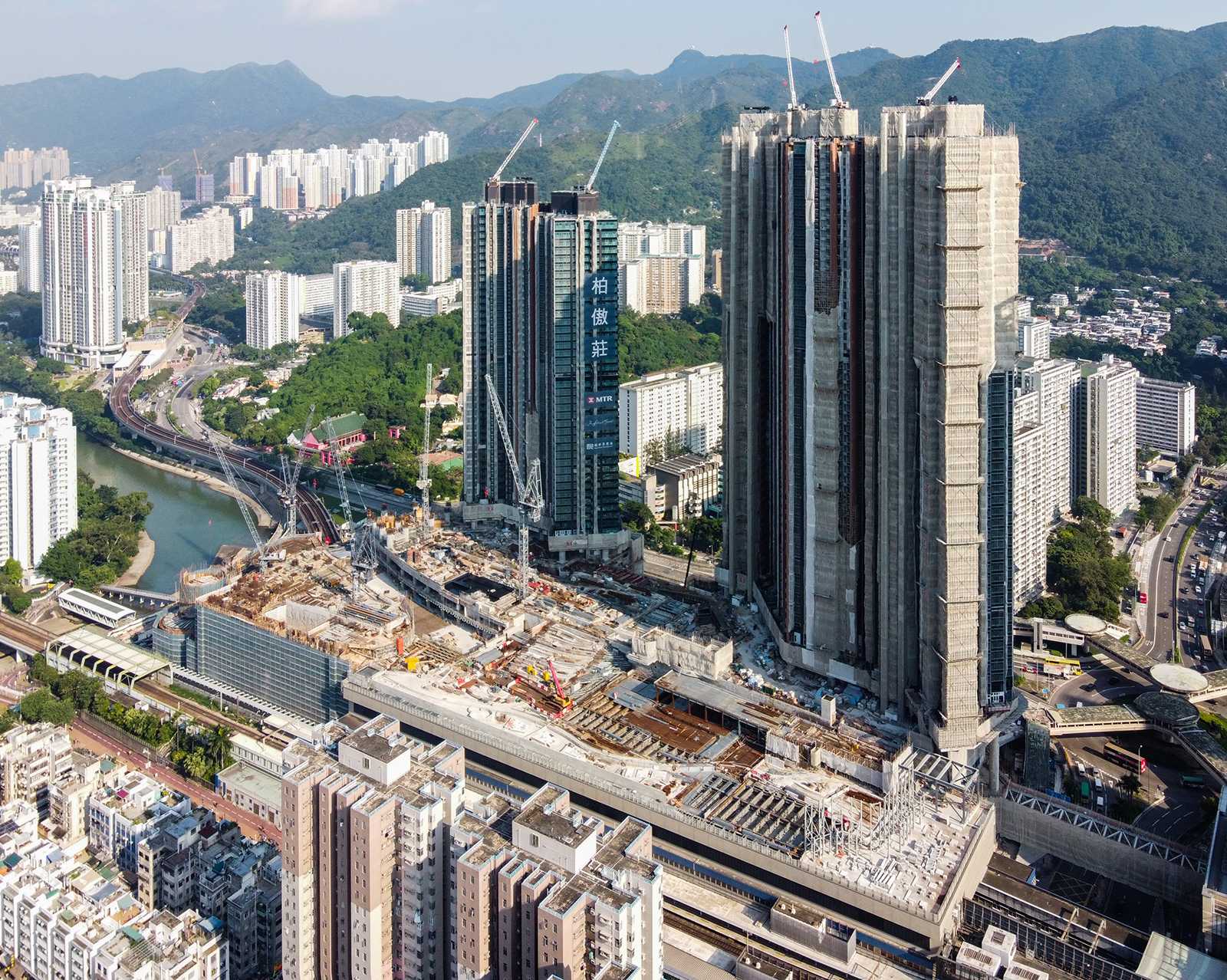
興建中的柏傲莊（2020年10月）

柏傲莊發展項目設有7幢樓高逾49層的住宅連66.7萬呎商場，地盤覆蓋範圍內的天橋北翼將拆卸，日後改由商場內通道連接車站及四周屋邨。然而不少居民及團體反對屏風樓、公共空間變屋苑私人空間及拆卸行人天橋等安排。不過城規會一直以發展項目已進入落實階段及未能善用最大整體總樓面面積為理由，項目通過發展，港鐵於2014年9月推出招標。而政府於2011年11月11日刊憲大圍站道路工程，工程已於2015年12月展開，為大圍站未來上蓋發展做準備。有關的規劃過程被居民及網民批評為黑箱作業，並沒有了解市民感受。

## 文化
提起大圍，部分香港人會聯想起單車（踏單車）。市民租車由大圍出發，可以沿一條單車徑路線，欣賞沿途風景，分別直通大埔、馬鞍山和大尾篤。租車店還鼓勵租車者，不妨在大圍租單車，然後在大埔等地方交還車。當時大圍單車公園佔地廣闊，園內共有十餘家租車店，後來因建設大圍車廠及大型地產發展項目名城，於2000年底結束營業，用地交還給政府，歷史達13年的單車公園從此消失，使大圍少了一個特色景點。

### 旅遊景點
- 車公廟
- 紅梅谷
- 望夫石

### 郊遊設施
從大圍出發可以到訪位於獅子山郊野公園內的鷹巢山自然教育徑及紅梅谷自然教育徑和位於金山郊野公園內的金山家樂徑、金山樹木研習徑及環繞九龍接收水塘及石梨貝水塘的緩跑徑。而麥理浩徑及衛奕信徑的第五、第六段均經過大圍山腰的沙田坳、大埔道、九龍水塘及城門水塘一帶，沿路可觀賞猴子活動，難度屬入門級，適合各類行山人士。

### 已拆卸的設施
- 香粉寮天體營
- 大圍單車公園
- 青龍水上樂園
- 香港駕駛學院

### 飲食

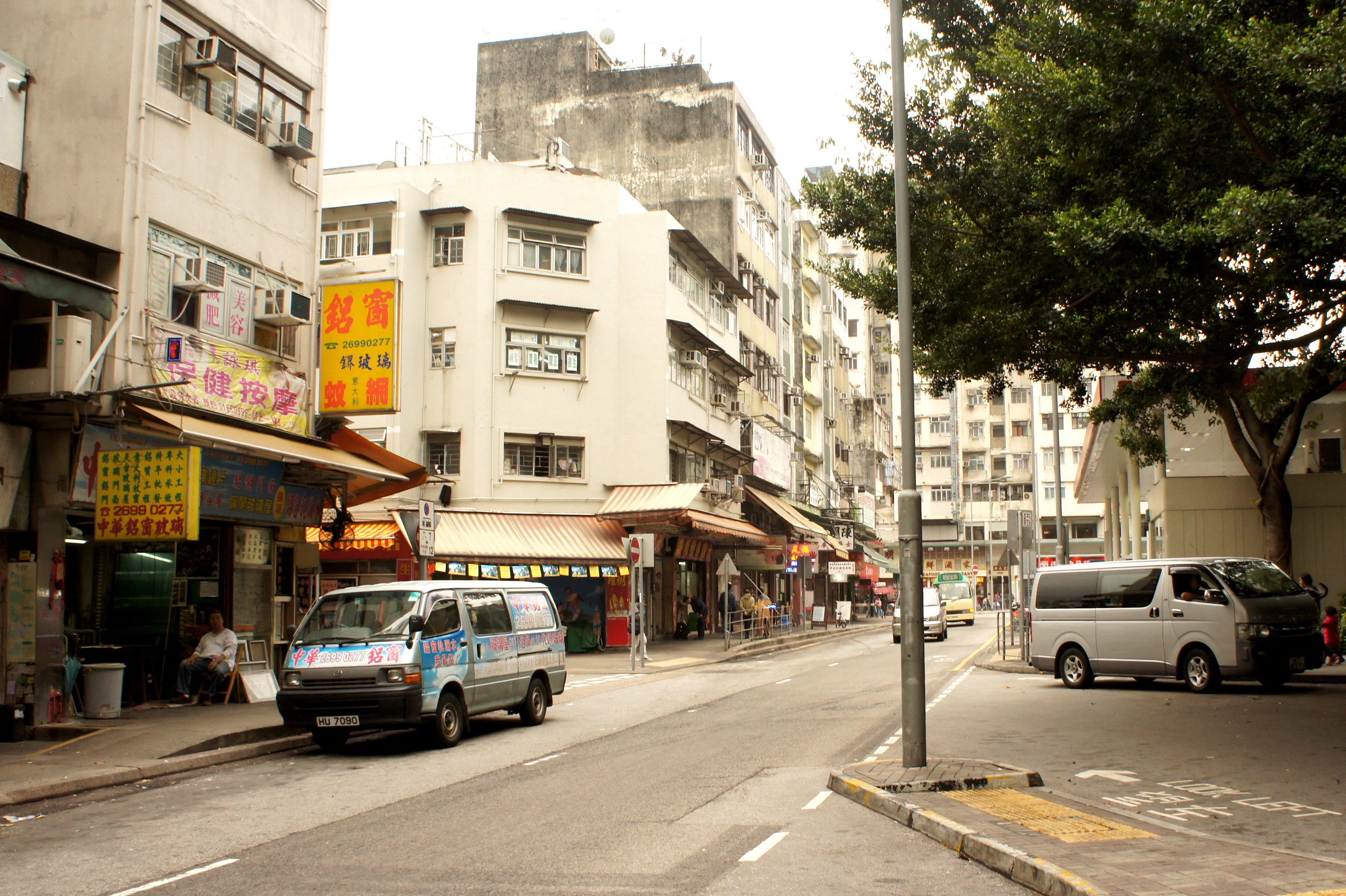
積存街

大圍名式各樣的食肆林立，尤其是積存街更被美名為「大圍食街」，每逢周末都有區外的食客專程駕車到來大快朶頤。
- 楓林小館（2016年結業）- 屹立50年的中菜館，連續於2010年及2011年當選為米芝蓮精選食肆，特色小菜包括有椒鹽中蝦、燒乳鴿、香酥鴨、生炒糯米飯、煎封釀豆腐等
- 萃華酒家（2014年結業） - 招牌菜: 紙包雞、萃華小炒王、炸鮮奶、蝦籽柚皮等
- 沙田強記雞粥（2021年欠租結業，2022年西環石塘咀以「正牌沙田雞粥」重開，2024年再因欠租結業） - 沙田雞粥和蟹粥馳名鮮美，乳鴿皮脆肉嫩，還有新鮮可口的蠔餅及炒蜆等都很受人客歡迎。
- 沙田茵餐廳 - 擁有50年歷史跟雍雅山房齊名的餐廳。
- 鹿苑潮州粉麵 - 牛雜樣本曾被食物安全中心驗出有沙門氏菌。  明報專訊

## 房屋

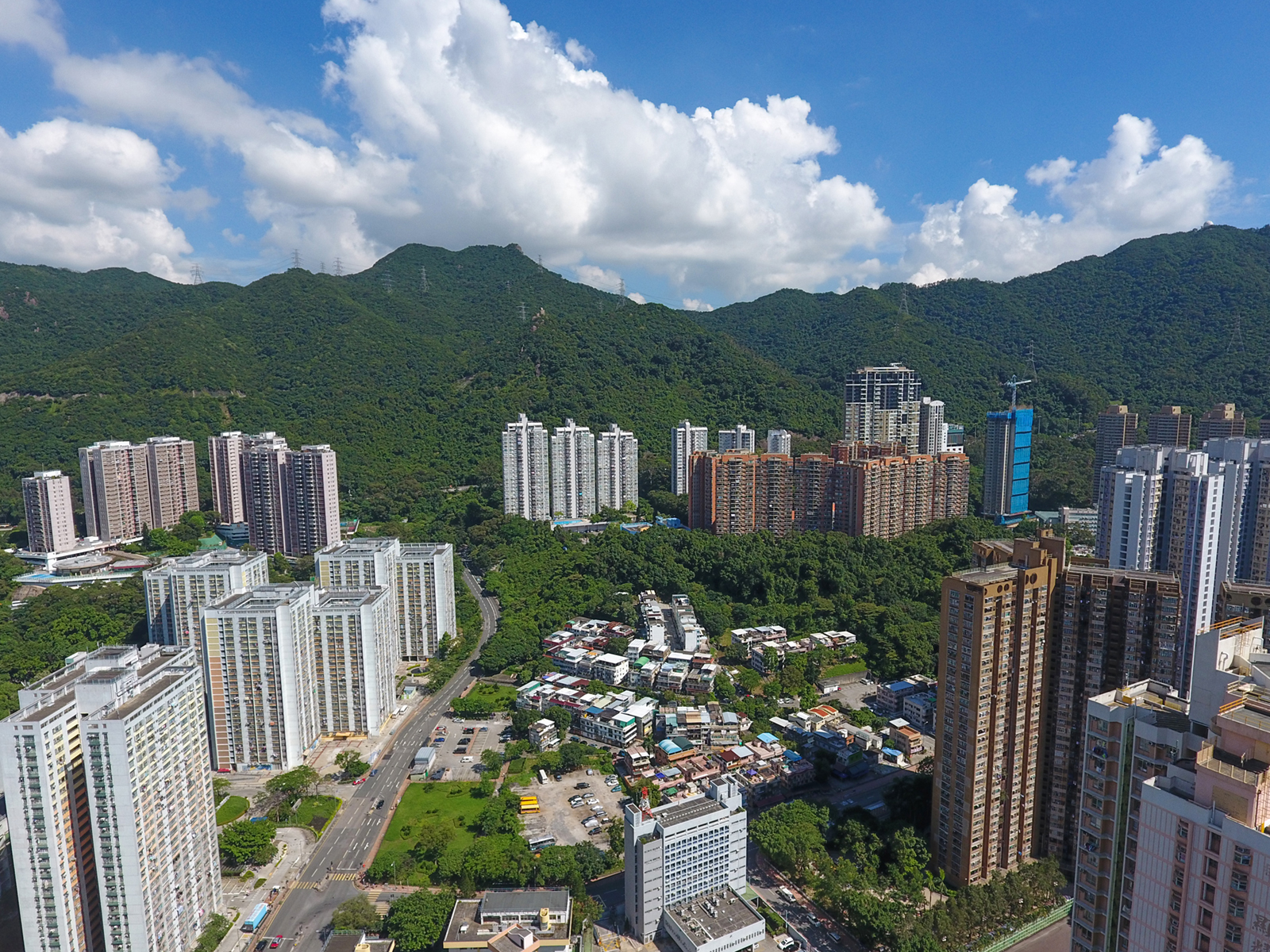
大圍有多個公共屋邨及私人屋苑

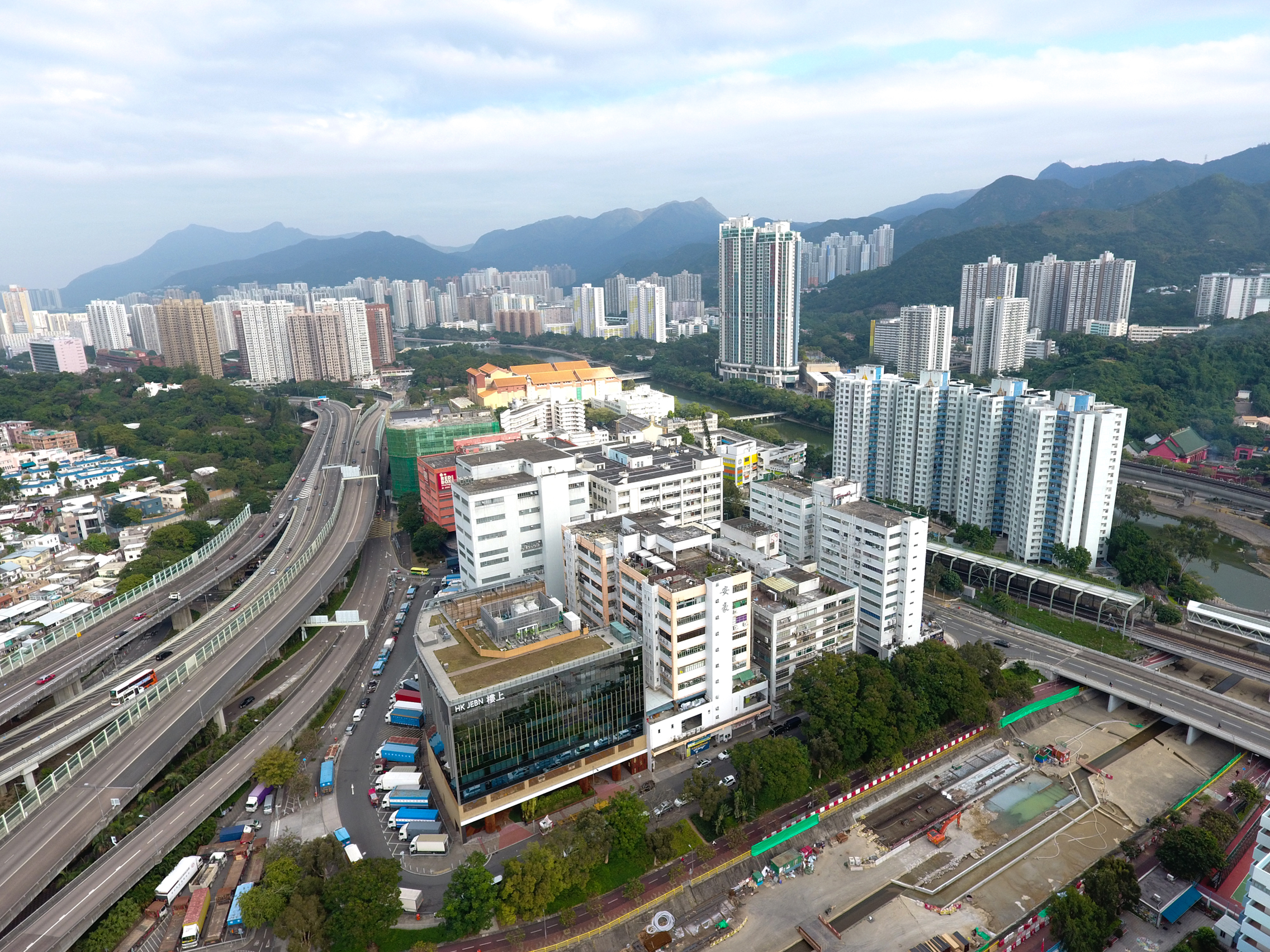
大圍一帶的工廠大廈

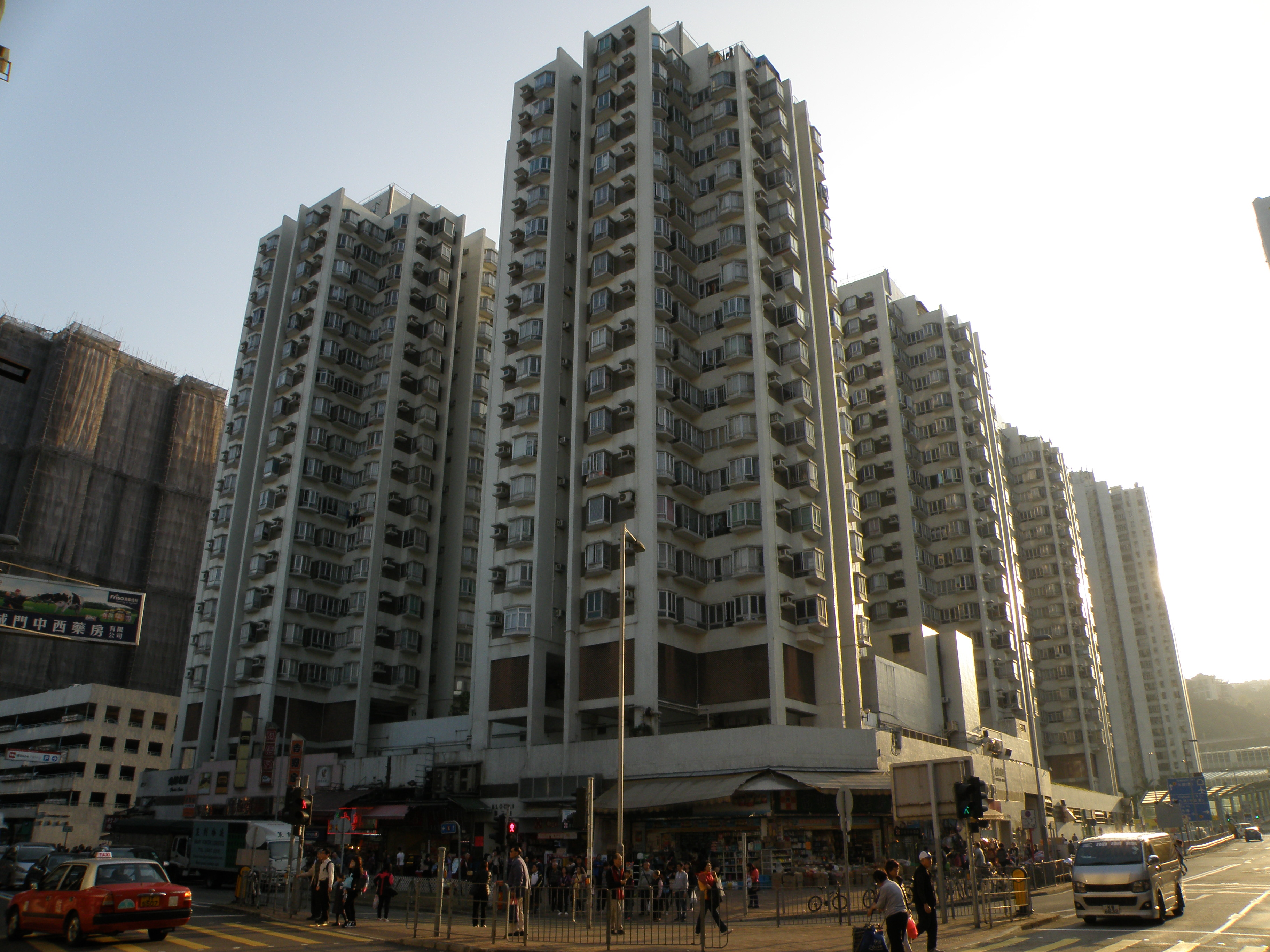
金禧花園

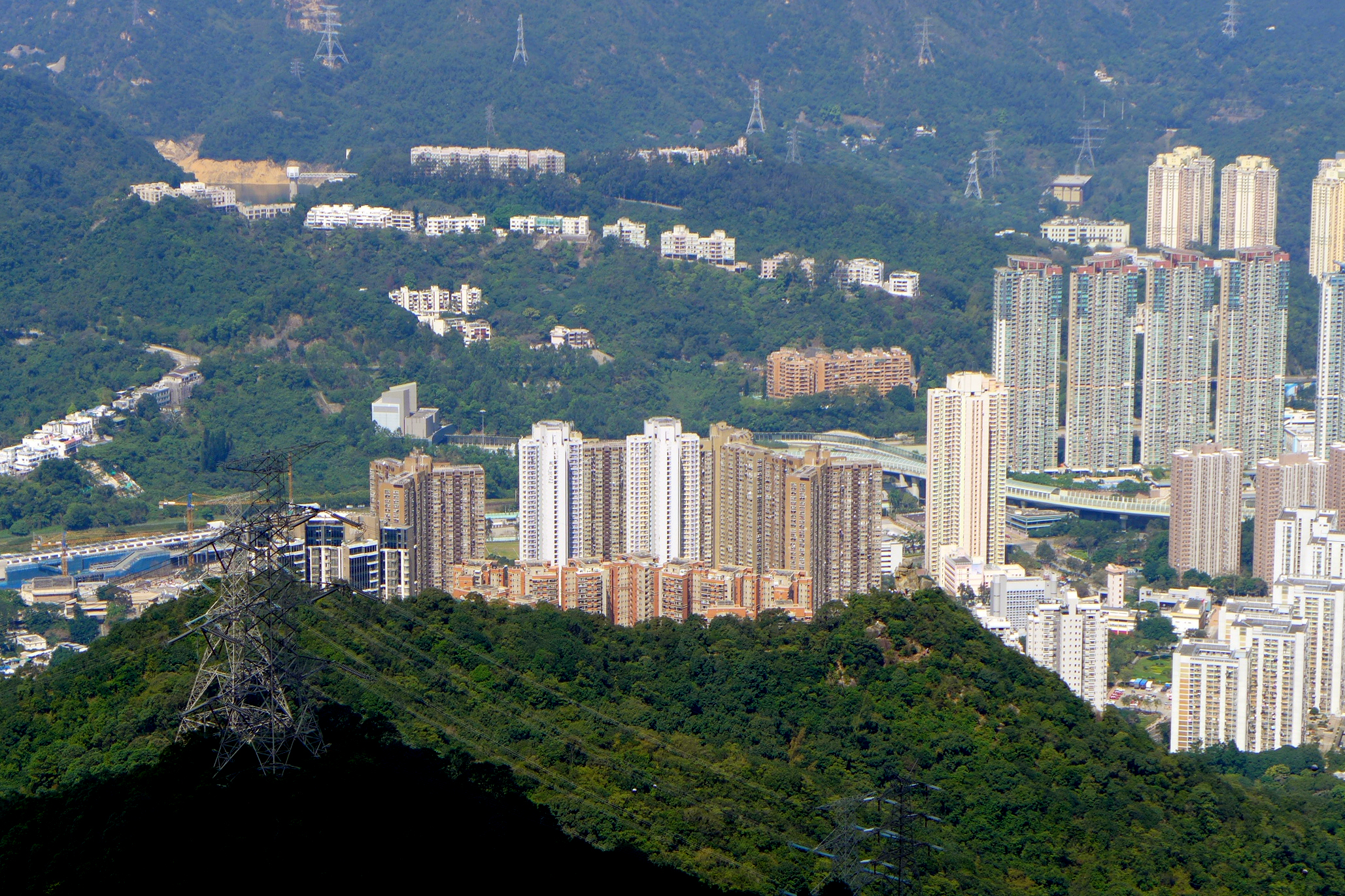
沙田嶺主要是低密度豪宅區

### 公共屋邨
- 美林邨
- 新田圍邨
- 隆亨邨
- 新翠邨
- 顯徑邨
- 顯耀邨
- 美田邨
- 秦石邨

### 居者有其屋
- 景田苑
- 美城苑
- 嘉田苑
- 美松苑
- 嘉徑苑
- 嘉順苑
- 美柏苑
- 美盈苑
- 豐盛苑

### 居者有其屋（私人參建居屋）
- 海福花園
- 富嘉花園
- 雲叠花園

### 私人屋苑

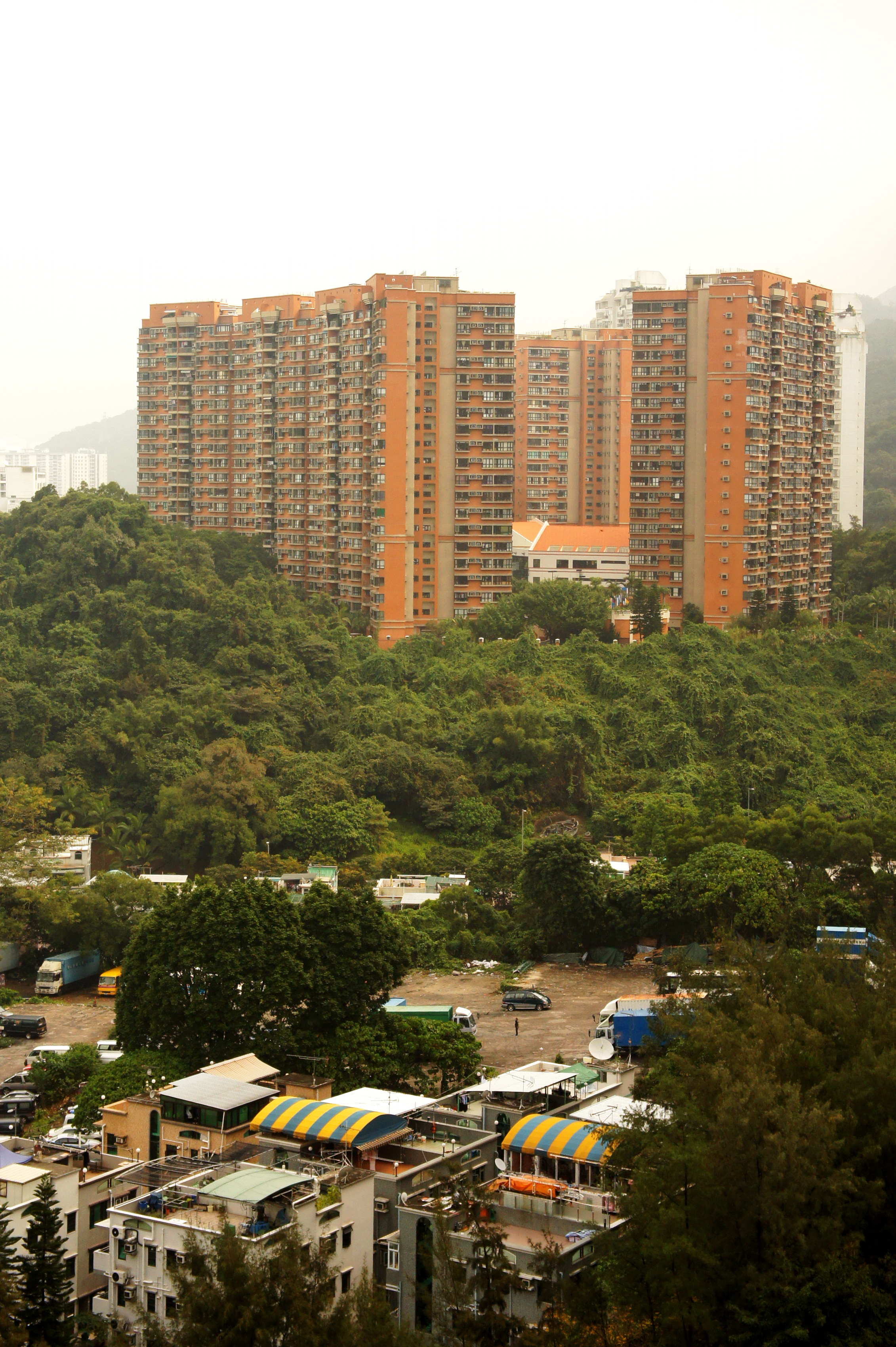
聚龍居和顯田村（前方）

- 世界花園（發展商：世界置業）
- 金獅花園（發展商：華懋集團）
- 愉景花園（發展商：恒基兆業）
- 金禧花園（發展商：新鴻基地產，下同）
- 金輝花園
- 恆峰花園（發展商：恒基兆業，下同）
- 翠景花園
- 湖景花園（發展商：南豐集團）
- 沙田花園
- 瑞峰花園（發展商：長江實業）
- 文禮閣（發展商：九鐵公司、長江實業）
- 曉翠山莊（發展商：新鴻基地產）
- 聚龍居（發展商：會德豐）
- 嘉御山（發展商：嘉華地產）
- 名家匯（發展商：恒基兆業）
- 名城（發展商：港鐵公司、長江實業）
- 柏傲莊（發展商：港鐵公司、新世界發展）
- 珀玥（發展商：遠東發展）
- 薈蕎（發展商：宏安地產）

### 別墅
- 豐樂別墅
- 牡丹園
- 桂園
- 沙田嶺路一帶
- 徑口路一帶

### 圍村
- 李屋村
- 新田村
- 隔田村
- 田心村
- 上徑口村
- 下徑口村
- 大圍村
- 大圍新村，一共有125間丁屋
- 香粉寮村

## 公共設施

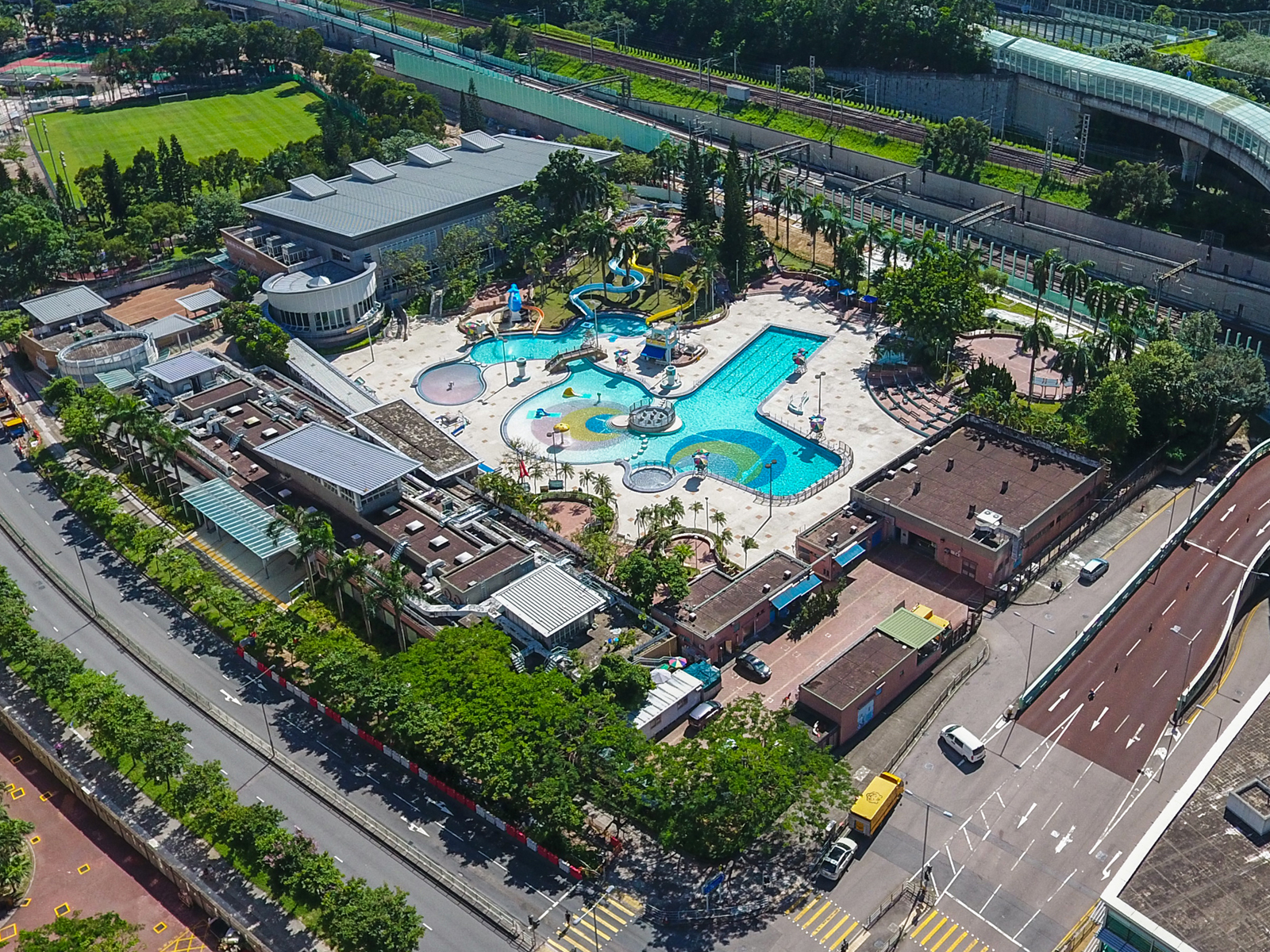
顯田游泳池

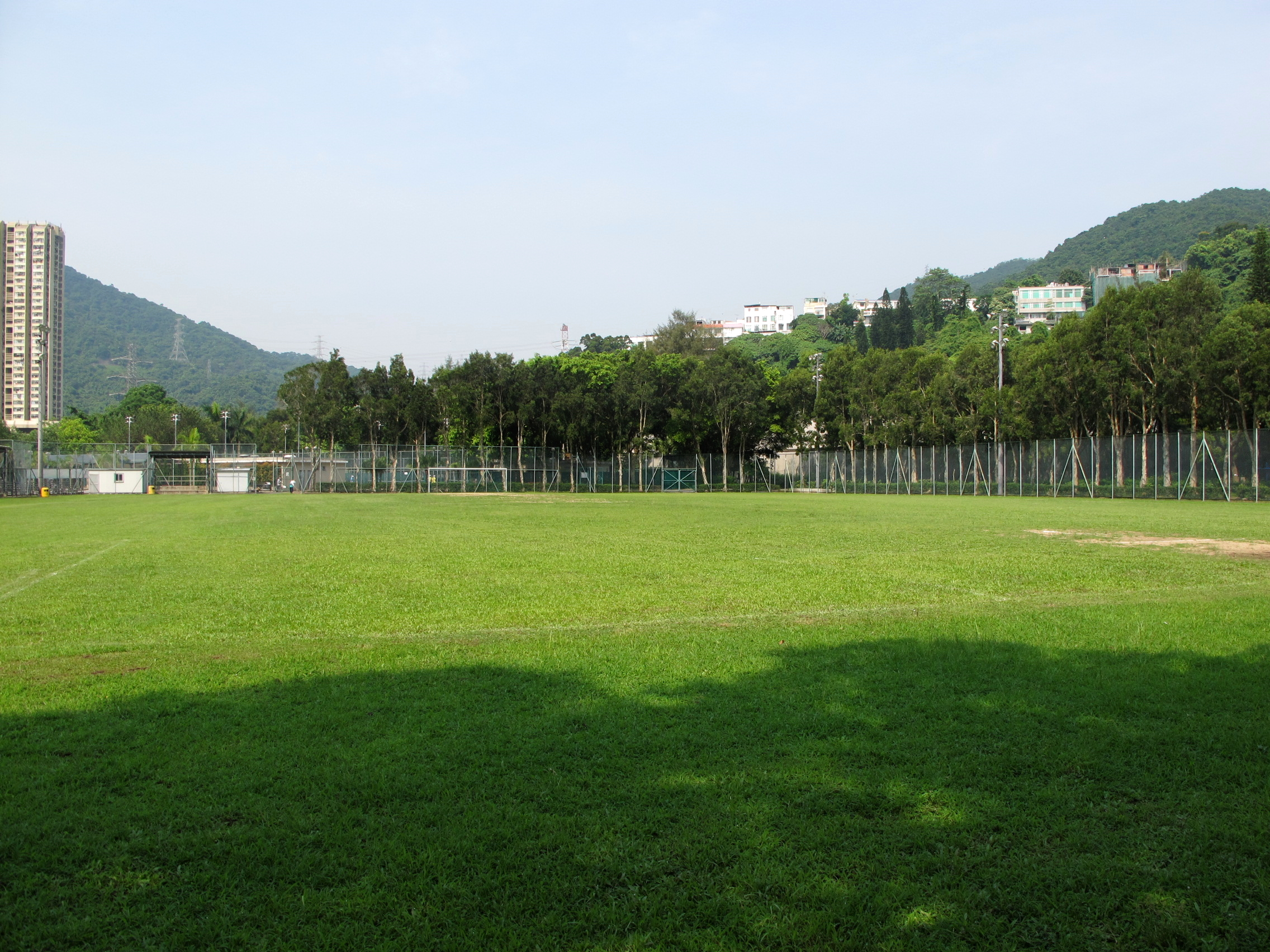
顯田遊樂場草地足球場

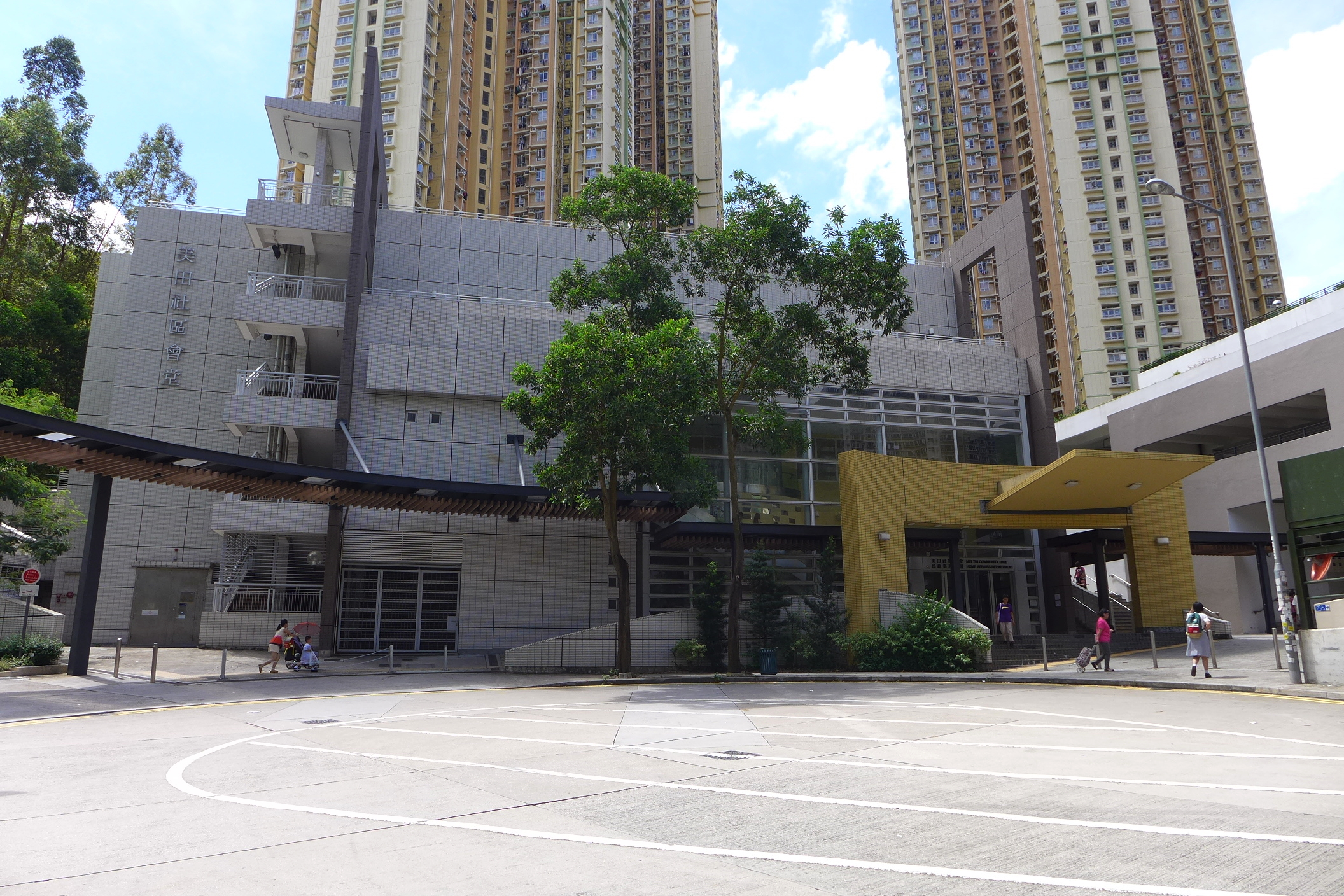
美田社區會堂

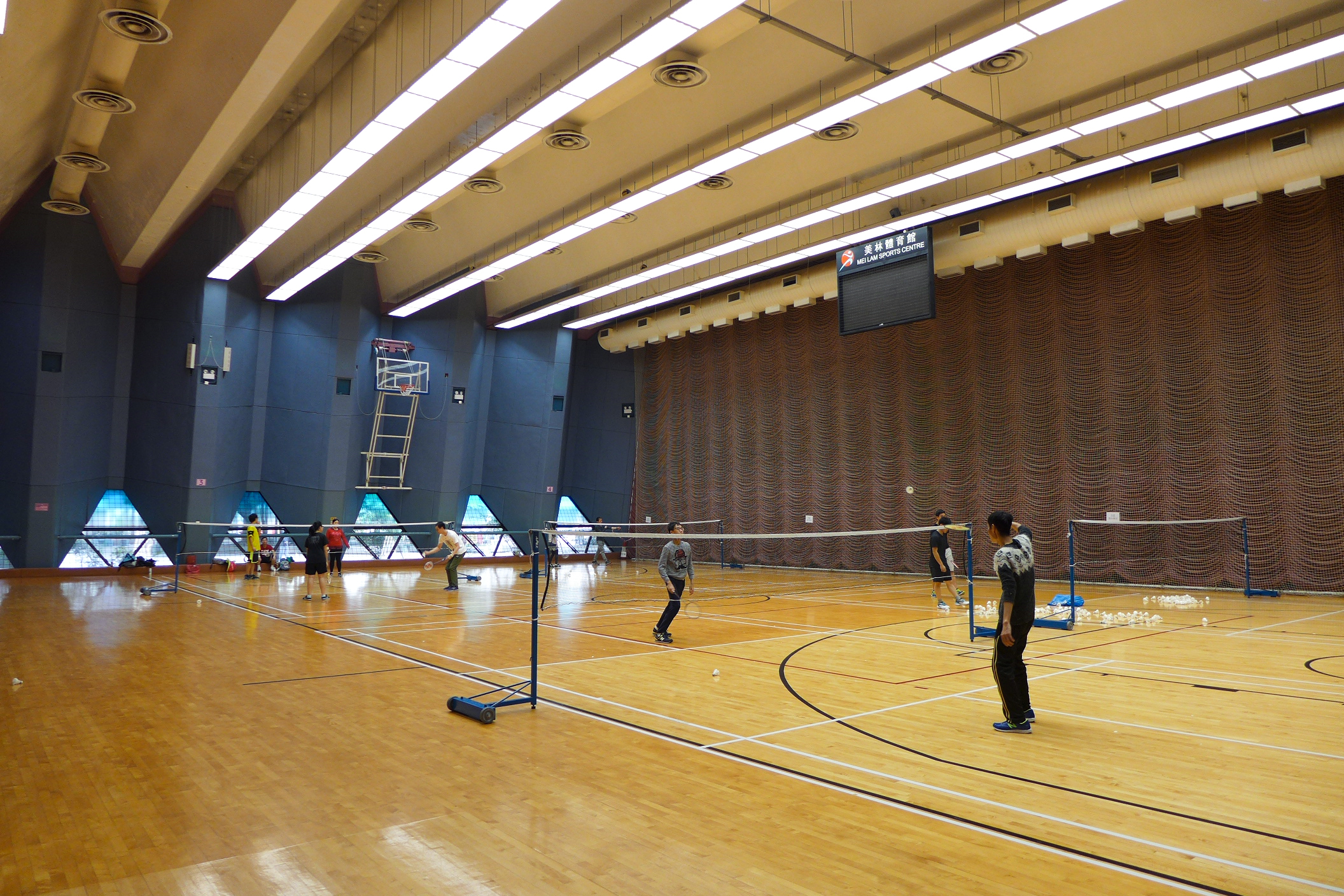
美林體育館

### 社區設施不足
在發展過程中，大圍的規劃長期受到非議。自2000年起，一直有地區人士要求在區內增設圖書館、公園、室內外運動場、健康院以至街市等公共設施，特別希望在大圍站上蓋發展項目設置有關設施，讓市民有更多元化的康樂活動。唯政府各部門多年來一直以香港規劃標準與準則來作標準，認為毋須興建有關社區設施，因而備受批評。

### 休憩設施
- 大圍遊樂場，設硬地足球場
- 車公廟路遊樂場，設長櫈、緩步經、小型兒童遊樂場、健身設施、社區園圃及洗手間
- 顯田遊樂場，設1個兒童遊樂場、1個草地足球場、4個網球場、洗手間及更衣室。

### 運動
- 顯田游泳池：每年夏季4至10月，上午6時30分至晚上10時開放。
- 顯田遊樂場
- 顯徑體育館（未有安裝冷氣）
- 美林體育館

### 醫療
- 仁安醫院：富健街18號。
- 沙田診所：文禮路2號。

### 殯儀
- 寶福紀念館
- 富山火葬場
- 新界（沙田）法醫學大樓
- 大圍村村公所：凡大圍村原居民的喪事均會於村公所內舉行，及後靈柩會移至位處香粉寮恆峰花園與翠景花園以北的山坡上土葬；待屍體腐化後執骨，並安放於金塔內。